# Marta Burgay
Marta Burgay (30 novembre 1976, Turin) est une radioastronome italienne dont la renommée initiale est d'avoir été la découvreuse , du PSR J0737-3039, le premier double pulsar (deux pulsars en orbite l'un autour de l'autre), en utilisant le radiotélescope Parkes de 64 mètres en Australie.

## Récompenses et honneurs
- Sa thèse sur les pulsars radio remporte le prix Pietro Tacchini 2005, décerné par la Société astronomique italienne[3].
- En 2006, elle est la première lauréate du Prix des jeunes scientifiques en astrophysique de l'IUPAP[4].
- En 2010, elle reçoit la médaille d'or Vainu Bappu de la Société astronomique de l'Inde[5].
- L'astéroïde (198634) Burgaymarta, découvert à l'observatoire astronomique de Vallemare di Borbona en 2005, est nommé en son honneur[6]. La citation de nommage est publiée par le Centre des planètes mineures le 5 octobre 2017 (M.P.C. 106503)[7].